# Phänomen Granit 25
Der Phänomen Granit 25 bzw. 25 H oder 25 P war ein leichter Lastkraftwagen, der von der Gustav Hiller AG in Zittau vor dem Zweiten Weltkrieg entwickelt worden war und im Krieg für die Wehrmacht, häufig als Sanitätskraftwagen, gebaut wurde. Abgesehen von der Ausführung als Kastenwagen gab es noch weitere Aufbauten.
Ab 1927 hatte Phänomen den Typen 4 RL hergestellt, den die Deutsche Reichspost in größerem Umfang beschaffte, doch wurden größere Modelle verlangt. Als Reaktion darauf entwickelte Hiller neue Modelle. Die Fertigung des größeren Typs 25 begann 1931. Einer der ersten Kunden war wieder die Deutsche Reichspost, aber auch die Reichswehr erwarb wohl kurz nach Fertigungsbeginn erste Fahrzeuge.
Im Jahr 1936 stellte Phänomen einen neuen Typ vor, den größeren Phänomen Granit 30. Die neue Kühlerverkleidung des Phänomen 30 wurde auch bei ab 1936 gebauten Phänomen Granit 25 verwendet. Im gleichen Jahr begann die Fertigung von Sanitätsfahrzeugen für die Wehrmacht, als „Krankenkraftwagen (Kfz. 31) mit Fahrgestell des l.Lkw“. Die frühe Ausführung des Krankenkraftwagens (Kfz. 31) (Granit 25 H) hatte keine festen Türen, was beim späteren Modell geändert wurde. Der Kühler entsprach der alten Ausführung des Typs 25.
Ein erhaltenes Exemplar des späteren Typs 25 H stand um 2007 im Parque de las Ciencias in Granada.

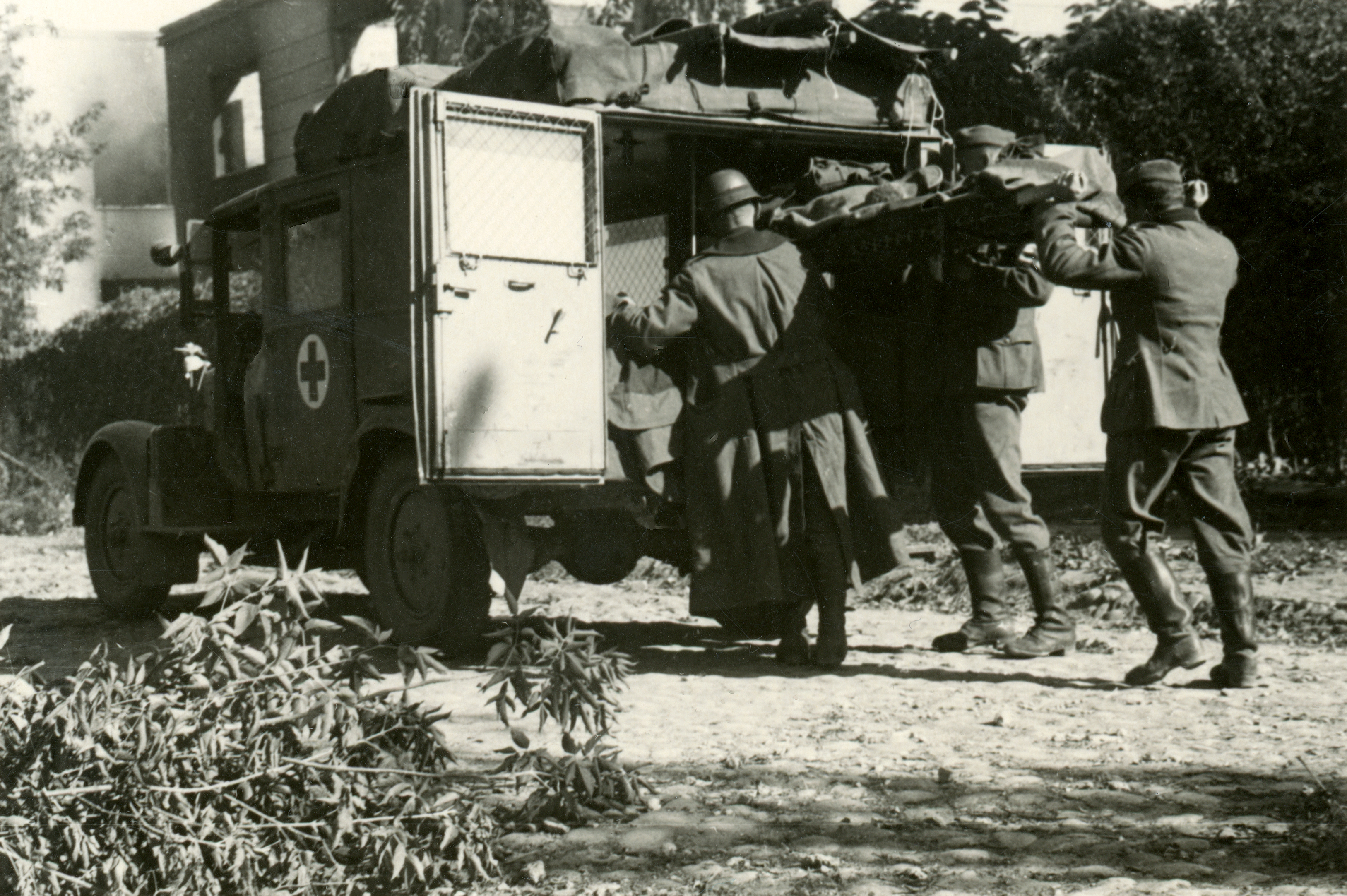
Sanitätskolonne 134. ID